# Didymoglossum ekmanii
Didymoglossum ekmanii là một loài thực vật có mạch trong họ Hymenophyllaceae. Loài này được (Wess. Boer) Ebihara & Dubuisson mô tả khoa học đầu tiên năm 2006.